# Públio Licínio Crasso (morto em 53 a.C.)
Públio Licínio Crasso, filho mais velho de Marco Licínio Crasso o triúnviro, e neto de Públio Licínio Crasso Dives.
Esteve o serviço de Júlio César na Guerra das Gálias. Foi o primeiro marido de Cornélia Metela, filha de Quinto Cecílio Metelo Pio Cipião Nasica Corneliano.
Morreu em 53 a.C. lutando junto ao seu pai na Batalha de Carras